# Lubor Dohnal
Meir Lubor Dohnal (* 27. května 1938 Praha) je český dramaturg a scenárista.
Po maturitě nastoupil do vojenského učiliště, ze kterého se dal brzy vyloučit. Po vojenské službě se neúspěšně hlásil na FAMU a byl nucen pracovat jako stavební dělník. Na FAMU byl přijat napodruhé a v roce 1965 dostudoval dramaturgii. Po podpisu Charty 77 emigroval v roce 1978 do Mnichova, kde působil jako scenárista, režisér, dramaturg a fejetonista Svobodné Evropy. Od roku 1992 pracuje znovu i v České republice a od roku 1998 působí na katedře scenáristiky a dramaturgie FAMU.

## Filmografie (výběr)
- 1967 – Kristove roky – scénář s Jurajem Jakubiskem
- 1969 – Slávnosť v botanickej záhrade – námět a scénář s Elem Havettou
- 1970 – Archa bláznů – scénář
- 1971 – Petrolejové lampy scénář s Jurajem Herzem a Václavem Šaškem
- 1979 – Postav dom, zasaď strom